# Estat Lliure de Prússia
L'Estat Lliure de Prússia (en alemany, Freistatt Preußen) va ser un estat alemany que es va formar després de l'abolició del Regne de Prússia a conseqüència de la derrota d'Alemanya a la Primera Guerra Mundial i de la caiguda de totes les famílies reials que governaven els seus respectius territoris abans de la guerra. Durant la República de Weimar, Prússia continuava essent el Land o estat més gran de la federació, ja que comprenia gairebé cinc vuitenes parts del territori alemany (62,5 %), com també bona part de la població total del país (61,3 %) [1]. Prússia existirà oficialment fins al 1947 quan serà dissolta pels Aliats.

## Història

### La fi del Regne de Prússia
Fins al 1918 Prússia estava constituïda com a Regne dins el II Reich alemany, proclamat el 1871 arran de la unificació definitiva d'Alemanya.
A finals d'octubre del 1918 comença la Revolució alemanya amb els motins dels mariners de la flota de guerra de Kiel que ràpidament s'estén per tot el territori del Reich fi que portarà a la caiguda de la Monarquia el 9 de novembre. A l'endemà es proclamava la República. Queia així no només la monarquia a Prússia sinó també als altres estat de la federació constituïts com a Regnes o principats o ducats. Prússia passarà de ser un Regne a un Estat Lliure.

### 1918-1932: Bastió democràtic
Al llarg dels seus primers 400 anys d'existència, Prússia havia estat sinònim d'oligarquia i militarisme. En canvi, durant la República de Weimar Prússia va ser un pilar de democràcia. El restrictiu Sistema de les tres classes, pel qual el parlament prussià era escollit per sufragi censatari dividint els electors en tres classes en funció de la seva renda, va ser eliminat poc després de l'abdicació del Kaiser Guillem II l'octubre del 1918. Ara el poder passava dels propietaris de terres anomenats Junkers, i dels terratinents i grans empresaris, al "Berlín Roig", i a la zona industrial de la conca del Ruhr, tots dos territoris amb una forta presència de la classe obrera. Prússia, per tant, esdevindria d'ara endavant un baluard de l'esquerra.
Des del 1919 fins al 1932, Prússia va ser governat per una coalició formada pel Partit socialdemòcrata d'Alemanya (Sozialdemokratische Partei Deutschlands, SPD), el Partit catòlic del Centre (Deutsche Zentrumspartei, o simplement Zentrum) i els demòcrates del Partit Democràtic Alemany (Deutsche Demokratische Partei, DDP). Des del 1921 fins al 1925, els governs de coalició van incloure també el Partit Popular Alemany (Deutsche Volkspartei, DVP).
A diferència d'altres Estats de l'Alemanya de Hitler, a Prússia els governs democràtics de centreesquerra mai van estar en perill d'extinció. No obstant això, a l'Est de Prússia i algunes zones industrials, el Partit Nacional Socialista dels Treballadors alemanys (Nationalsozialistische Deutsche Arbeiterpartei, l'NSDAP), el partit Nazi de Adolf Hitler, va anar guanyant progressivament major influència i suport popular, especialment entre la classe mitja-baixa.

### 1932: ElPreußenschlago Cop d'estat prussià
Tot això canvia el 20 de juliol de 1932 amb l'anomenat Preußenschlag ("cop de Prússia"), quan el Canceller del Reich, el conservador Franz von Papen, enderroca per decret el govern democràtic de l'Estat Lliure de Prússia presidit aleshores pel socialdemòcrata Otto Braun, amb el pretext que havia perdut el control de l'ordre públic. Aquest cop d'estat va ser provocat per un tiroteig entre els membres de la Sturmabteilung (SA) i la Schutzstaffel (SS) i militants comunistes al Altona, a Hamburg (en aquella època, Altona formava part de Prússia). Després d'aquest decret d'emergència, Papen s'autoanomenà Comissari del Reich per a Prússia i va prendre el control del govern. Això facilitaria que un any després Adolf Hitler prengués el control total de Prússia.

### L'establiment del govern nazi a Prússia
El 30 de gener de 1933, Hitler és nomenat Canceller del Reich. Com a part de l'acord per aconseguir la cancelleria, Papen és designat ministre-president de Prússia, a més de vicecanceller del Reich. El lloctinent de Hitler, Hermann Göring, és a més nomenat ministre de l'Interior de l'Estat. Quatre setmanes més tard (27 de febrer de 1933), s'incendià el Reichstag. A l'endemà, Göring promulgava una llei suspenent les llibertats civils dels ciutadans. Sis dies després de l'incendi del Reichstag se celebren les darreres eleccions legislatives a Alemanya que convertiren al l'NSDAP en el primer partit en nombre d'escons tot i que sense obtenir la majoria absoluta. El nou Reichstag inicià les seves sessions a Potsdam el 21 de març amb la presència del President del Reich, el mariscal Paul von Hindenburg, aleshores ja malalt de demència senil. Fou davant aquesta cambra on Hitler presentà la Llei de Capacitació que li atorgava poders dictatorials en tant que podia legislar lliurement sense necessitat de ser aprovades prèviament pel Reichstag. Al cap d'un mes, aprofitant que Fanz Von papen era de visita oficial a la Ciutat del Vaticà, Göring és nomenat primer ministre de Prússia, càrrec que detentava el vicecanceller Papen des del Preußenschlag del 1932. Amb això Hitler aconseguia prens poders a tot el país en tant que disposava del control absolut del govern prussià inclosa la policia. El 1934 els ministeris prussians són fusionats amb els del Govern del Reich.

### Desmantellament de Prússia
Amb la "Llei de reconstrucció de la Reich" (Gesetz über den Neuaufbau des Reiches) de 30 de gener de 1934 i amb la "Llei de Governadors del Reich" (Reichsstatthaltergesetz), de 30 de gener de 1935, els estats i les províncies de Prússia eren dissoltes de fet tot i que no pas jurídicament, ja que formalment continuaven existint. D'ara endavant els governs dels Estats passaven a ser controlats per un governador general (Reichsstathalter) nomenat directament pel canceller. Paral·lelament, l'organització del partit nazi en districtes (Gau) va anar adquirint major importància fins al punt que els governadors dels Gaue (Gauleiter) assumiren les funcions d'oberpräsident.
Els territoris prussians entregats a Polònia després del tractat de Versalles van ser reanexionats durant la Segona Guerra Mundial. No obstant això, la major d'aquests territoris no es va reincorporar a Prússia sinó que foren incorporats als diferents Gaue de l'Alemanya nazi.

### Dissolució formal de Prússia
Amb la derrota alemanya l'abril del 1945 amb la fi de la Segona Guerra Mundial, i d'acord amb la Conferència de Potsdam del mateix any, Alemanya era dividida en quatre zones d'ocupació segons les quatre potències vencedores. La major part de Prússia fou ocupada pels soviètics mentre que la part occidental ho era ocupada per npordamericans, britànics i francesos. Igualment es fixava una nova frontera entre Alemanya i Polònia situada en els curs dels rius Oder i Neisse (la línia Oder-Neisse).
Mapa que mostra les pèrdues alemanyes territorial a favor de Polònia i la Unió Soviètica.
Bona part del territori prussià passava a Polònia i la part nord de l'Est de Prússia, incloent Königsberg (avui Kaliningrad), era annexionada per la Unió Soviètica.
Les pèrdues territorials del 1945 representaven gairebé dues cinquenes parts del territori de l'antic estat lliure una quarta part del territori de l'Alemanya anterior al 1938. S'estima que aproximadament 10 milions d'alemanys van haver de fugir o foren expulsats forçosament d'aquests territoris com a part de l'anomenat èxode de l'alemany.
Finalment, i d'acord amb la llei no. 46 de 25 de febrer de 1947, el Consell de Control Aliat proclamava formalment la dissolució de l'estat prussià. Prússia deixava d'existir.

## Govern
A diferència d'abans de l'esclat de la Gran Guerra el 1914, la Prússia de la República de Weimar era una prometedora democràcia. L'abolició de l'aristocràcia havia transformat Prússia en un territori dominat dominat per l'esquerra política amb el "Berlín Roig" i el centre industrial de la regió del Ruhr com a principals regions polítiques. Durant el període d'entreguerres, l'Estat Lliure va estar majoritàriament governat per una coalició de partits de centre-esquerra sota el lideratge del polític socialdemòcrata prussià Otto Braun, ministre-president de Prússia entre el 1920 i el 1932, fora de breus períodes que estigué fora del govern. Durant els seus anys de mandat, al costat del seu ministre de l'Interior, Carl Severing, es van promoure diverses reformes que amb el temps servirien de model per a la posterior República Federal d'Alemanya. Per exemple, el ministre-president prussià no podia ser destituït del seu càrrec si no hi havia un possible successor que gaudís d'una majoria de vots suficient. Aquest concepte, conegut com a "vot de censura constructiva", en l'actualitat figura en la Llei Fonamental de la República Federal d'Alemanya. La majoria d'historiadors consideren que el govern prussià durant aquest temps va ser de lluny el de major èxit d'Alemanya.

### Ministres-Presidents de l'Estat Lliure de Prússia
| Cap.                                                                                      | Nom             | Data de la presa de possessió | Data d'abandó de la presidència | Partit      |
| ----------------------------------------------------------------------------------------- | --------------- | ----------------------------- | ------------------------------- | ----------- |
| 1                                                                                         | Friedrich Ebert | 9 de novembre de 1918         | 11 de novembre de 1918          | SPD         |
| 2                                                                                         | Paul Hirsch     | 11 de novembre de 1918        | 27 de març de 1920              | SPD         |
| 3                                                                                         | Otto Braun      | 27 de març de 1920            | 21 d'abril de 1921              | SPD         |
| 4                                                                                         | Adam Stegerwald | 21 d'abril de 1921            | 5 de novembre de 1921           | Zentrum     |
| –                                                                                         | Otto Braun      | 5 de novembre de 1921         | 18 de febrer de 1925            | SPD         |
| 5                                                                                         | Wilhelm Marx    | 18 de febrer de 1925          | 6 d'abril de 1925               | Zentrum     |
| –                                                                                         | Otto Braun      | 6 d'abril de 1925             | 20 de juliol de 1932a           | SPD         |
| Període administrat pel Reichskommissar entre 20 de juliol de 1932 i 30 de gener de 1933  |                 |                               |                                 |             |
| 6                                                                                         | Franz von Papen | 30 de gener de 1933           | 10 d'abril de 1933              | Independent |
| 7                                                                                         | Hermann Göring  | 10 d'abril de 1933            | 24 d'abril de 1945              | NSDAP       |
| a administrat pel Reichskommissar entre el 20 de juliol de 1932 i el 30 de gener de 1933. |                 |                               |                                 |             |

## Composició territorial

### Pèrdues territorials després de la Primera Guerra Mundial
Fora de les colònies d'ultramar, el Territori Imperial d'Alsàcia-Lorena i la zona del Saargebiet, és a dir, el Sarre, totes les pèrdues territorials alemanyes assignades pel Tractat de Versalles van afectar per sobre de tot a Prússia. Com es recordarà, en funció dels acords de pau de París de juny del 1919, Alemanya lliurava els següents territoris:
- les poblacions d'Eupen i Malmedy, a Bèlgica;
- la ciutat de Danzig es converteix en una ciutat lliure sota el mandat de la Societat de Nacions
- parts de la província de Posen i de Silèsia s'incorporen a Polònia
- el nord de la província de Slesvig-Holstein, passa a Dinamarca després d'un plebiscit;
- el territori de Memel (també conegut com a Memelland), a Lituània;
- el territori de Hlučín (Hultschin, en alemany), a Txecoslovàquia;
- el Saargebiet o territori de la conca del Sarre va ser administrat per França, encomanda que ha realitzat la Societat de Nacions.

A més a més, la província del Rin (Rheinprovinz) o Prússia renana (Rheinpreußen), es va convertir en una zona desmilitaritzada.

### Províncies de l'Estat Lliure

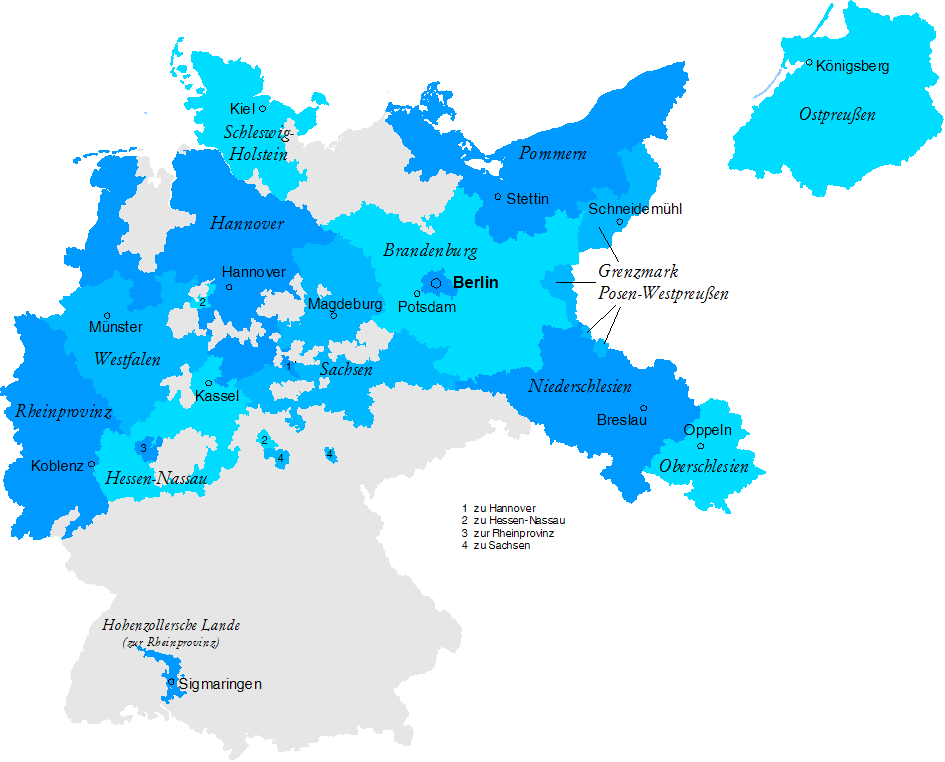
Províncies de Prússia al 1925

Arran de les pèrdues territorials suara esmentades, Prússia passava a estar formada per tretze províncies tal com estipulava l'article 32.1 de la Constitució del 30 de novembre del 1920. Així, territorialment l'Estat Lliure s'organitzava de la següent manera:
- Onze províncies amb dieta (en alemany : Provinziallandtag) :
  - La província de Prússia Oriental (en alemany : Provinz Ostpreußen), capital: Königsberg ;
  - La província de Brandenburg (en alemany : Provinz Brandenburg), capital: Potsdam ;
  - La província de Pomerània (en alemany : Provinz Pommern), capital: Stettin ;
  - La província de Baixa Silèsia (en alemany : Provinz Niederschlesien),capital: Breslau ;
  - La província d'Alta Silèsia (en alemany : Provinz Oberschlesien),capital: Oppeln ;
  - La província de Saxònia (en alemany : Provinz Sachsen),capital: Magdebourg ;
  - La província de Slesvig-Holstein (en alemany : Provinz Schleswig-Holstein), capital: Kiel
  - La província de Hannover (en alemany : Provinz Hannover), capital: Hannover ;
  - La província de Westfàlia (en alemany : Provinz Westfalen), capital: Münster ;
  - La província del Rin (en alemany : Rheinprovinz), capital: Coblença;
  - La província de Hessen-Nassau (en alemany : Provinz Hessen-Nassau), chef-lieu : Kassel.

- Dues províncies sense dieta provincial:
  - La ciutat de Berlin (en alemany : Stadtgemeinde Berlin), és a dir el Gran Berlín (en alemany, Groß-Berlin). L'ajuntament de la capital (en alemany, Stadtverordnetenversammlung) escollia els seus representants per al Consell d'Estat.
  - La Marca de Posnània-Prússia Occidental (Grenzmark Posen-Westpreußen), capital Schneidemühl, les dietes comunals escollien els seus representants al Consell d'Estat.

El paràgraf 3r de l'article afegia a més que el país de Hohenzollern (en alemany, Hohenzollernschen Lande i, més tard, a partir de 1928, Hohenzollerische Lande) estaria representat al Consell d'Estat per un membre elegit per l'Assemblea regional (en alemany, Kommunallandtag).

### Desarticulació després de la segona Guerra Mundial
Després de l'ocupació d'Alemanya pels aliats en 1945, les províncies de Prússia foren repartides entre els següents Estats:

#### Cedit a la Unió Soviètica
- La part nord de la Prússia Oriental. Avui, l'oblast de Kaliningrad, un enclavament rus entre Lituània i Polònia.

Cedit a Polònia
- El conjunt del territori situat a l'est de la línia Oder-Neisse, a més de la ciutat de Stettin. Aquest territori comprèn la major part de la província de Silèsia, l'est de la de Pomerània i la part oriental de la de Brandenburg, tot el territori de Posen-Prússia Occidental i el que quedava de la Prússia Oriental que no fou cedit a l'URSS

### La partició d'Alemanya
Amb el naixement de les zones d'ocupació aliades d'Alemanya el 1945 i l'abolició de Prússia el 1947, les províncies de l'antic Estat Lliure es convertiren en nous Länder. Tot i això, aquest procés va variar en funció de la zona d'ocupació corresponent. A la zona occidental (futura RFA), les antigues províncies prussianes es convertiren en nous estats federats. En canvi, a la zona oriental (futura RDA), es restituïren inicialment les províncies prussianes per després reorganitzar-se en nous Länder que subsisitren fins al 1952. El 1990 amb la reunificació es restabliren aquests Estats.
Territoris sota administració soviètica
Els Länder constiutïts en aquesta zona i existents fins a la reorganització territorial del 1952 eren:
- Brandenburg, de la resta de la província de Brandenburg.
- Saxònia-Anhalt, la major part de la província de Saxònia. La resta de la província va passar a formar part de Turíngia.
- Mecklenburg-Pomerània Occidental: la resta de la província de Pomerània (majoritàriament la part occidental) es van fusionar amb Mecklenburg.
- Saxònia: la resta de la província de Silèsia que s'afegí a Saxònia.

#### Territoris sota administració aliada
La resta de Prússia es va fusionar amb altres Estats alemanys que alhora van donar lloc als actuals Länder ja vigents durant l'època de vida de la República Federal d'Alemanya. Són els següents:
- Slesvig-Holstein, de la província de Slesvig-Holstein (sota administració britànica).
- La Baixa Saxònia, inclou l'antiga província de Hannover (zona d'ocupació britànica)
- Rin del Nord-Westfàlia, província de Westfàlia i de la meitat nord de la província del Rin (sota administració britànica).
- Renània-Palatinat, de la resta del sud de la província del Rin (sota l'administració francesa).
- Hessen, de la província de Hessen-Nassau (zona d'ocupació estatunidenca)
- Württemberg-Hohenzollern, de la província de Hohenzollern (sota l'administració francesa). Aquest Estat, poc després, juntament amb Baden va donar lloc a l'actual Land de Baden-Württemberg el 1952

#### Berlín
La capital alemanya fou dividia en quatre zones d'ocupació. La part oriental per a l'URSS i l'occidental en mans dels Estats Units, Gran Bretanya i França. El primer donaria lloc al Berlín Oriental, capital de la RDA, i l'altre al Berlín Occidental. El Mur de Berlín, construït per les autoritats de la RDA el 1962, marcava la frontera entre els dos sectors de la ciutat. Les quatre zones d'ocupació es van dissoldre amb la reunificació alemanya i el retorn a la capitalitat alemanya de Berlín el 1991. Una proposta de fusionar Berlín amb l'Estat federal de Brandenburg va ser rebutjada pel vot popular el 1996.